# Amile-Ursule Guillebaud
Amile-Ursule Guillebaud (Genebra em 4 de outubro de 1800 -  14 de fevereiro de 1886) foi uma pintora suíça. Aluna de Joseph Hornung, entre 1828 e 1845 expôs cenas de gênero e retratos nos Salões Artísticos realizados no Museu Rath, em Genebra.
Embora suas obras não tenham alcançado grande notoriedade fora dos círculos artísticos de Genebra, ela é notável por ter participado em um ambiente predominantemente masculino. Uma de suas pinturas mais conhecidas, Portrait of the Artist, Seated at Her Easel (ca. 1820-1845), agora faz parte da coleção do Smith College Museum of Art, sendo uma rara adição de uma mulher artista de sua época em coleções de museus nos Estados Unidos.

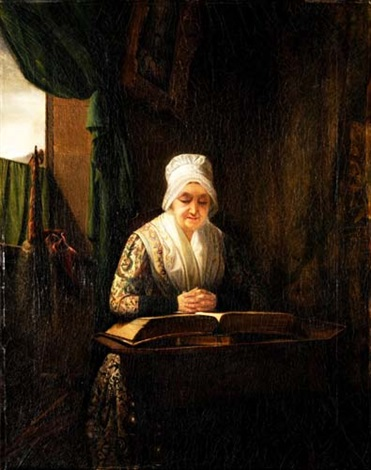
Amile-Ursule Guillebaud - Interior with elderly woman reading the Bible

O SCMA informa que o valor das aquisições de artistas como Guillebaud, e outras, que trabalharam dentro de certos gêneros prescritos disponíveis para as mulheres na época, a saber, retratos, ao adicionar autorretratos à coleção como o da artista referida, ¨é especialmente importante, pois fornece uma noção de como elas se viam e mais importante como elas desejavam que o mundo as visse¨.